# 괴동역
괴동역(Goedong station, 槐東驛)은 경상북도 포항시 남구에 위치한 괴동선의 철도역이다. 
포스코를 포함한 많은 철강 회사들의 제품 운송을 담당하고 있다.

## 역 주변
- 포스코
- 포항 스틸야드

## 역사
- 1971년 4월 11일: 영업 개시
- 1983년 10월 3일: 역사 신축
- 2005년 7월 1일: 괴동선 여객영업 중단
- 2007년 12월 11일: 유연탄 화물취급장(약 6,000 m2) 영업 개시[1]
- 2021년 12월 28일 : 부조 기점 10.9km로 변경[2]